# 佐々町立佐々中学校
佐々町立佐々中学校（さざちょうりつ さざちゅうがっこう）は長崎県北松浦郡佐々町本田原（ほんたばる）免にある公立中学校。

## 概要
歴史
1947年（昭和22年）の学制改革により創立。2012年（平成24年）に創立65周年を迎えた。
校区
長崎県北松浦郡佐々町全域。小学校区は佐々町立佐々小学校・佐々町立口石小学校。

## 沿革
- 1947年（昭和22年）
  - 4月1日 - 学制改革（六・三制の実施）が行われる。
    - 佐々第一国民学校の初等科が改組され佐々町立佐々小学校に、第二国民学校の初等科が改組され佐々町立口石小学校となる。修業年限は6年。
    - 佐々第一国民学校の高等科は第二国民学校の高等科および青年学校の普通科とともに改組され、新制中学校「佐々町立佐々中学校」（現校名）となる。
      - 国民学校初等科6年修了者を新制中学1年生、国民学校高等科1年または青年学校普通科1年修了者を新制中学2年生、国民学校高等科2年または青年学校普通科2年修了者を新制中学3年生として収容。
      - 中学校校舎が完成するまでの間、旧佐々第一国民学校（佐々小学校）出身者に関しては栗林の校舎[1]で、旧佐々第二国民学校（口石小学校）出身者に関しては口石小学校校舎の一部を使用して授業を開始（分散授業を行う）。

  - 5月27日 - 1年生全員を栗林校舎に収容。
  - 5月28日 - 2・3年生全員を口石校舎に収容。
  - 11月 - 5教室増築のため、資材として針尾島にある元日本軍の建物が払い下げられる。
- 1948年（昭和23年）4月18日 - 5教室が完成し、1・2年生全員を収容。3年生は口石校舎（口石小学校）から青年学校跡[2]に移転する。
- 1949年（昭和24年）
  - 始め - 1年生から3年生全員を栗林校舎に収容。
  - 9月1日 - 校歌を制定。
- 1951年（昭和26年）
  - 2月1日 - 東校舎5教室が完成。
  - 秋 - 野寄免88番地の現在地で新校舎（第一期工事）の建設が開始。
- 1952年（昭和27年）
  - 4月9日 - 長崎県立北松南高等学校が栗林校舎に設立されたため、中学2・3年生は現在地の新校舎（野寄校舎）に移転。
  - 8月1日 - 新校舎（第二期工事）が完成し中学1年生が合流したため、全学年の授業が現在地で行われるようになる。
  - 9月1日 - 校旗を制定。
- 1954年（昭和29年）9月30日 - 第三期工事が完了。
- 1958年（昭和33年）8月3日 - 長崎県中学校総合体育大会（県中総体）バレーボール競技で男子が優勝、女子が準優勝。
- 1961年（昭和36年）
  - 5月30日 - 鉄筋コンクリート造の新校舎12教室が完成。
  - 8月8日 - 県中総体相撲競技において優勝。
- 1962年（昭和37年）8月3日 - 県中総体卓球競技において男子が優勝。
- 1963年（昭和38年）3月30日 - プールが完成。
- 1966年（昭和41年）
  - 3月10日 - 体育館が完成。
  - 8月30日 - 技術室を移転改造。
  - 10月10日 - 運動場を整備。
- 1967年（昭和42年）
  - 7月9日 - 集中豪雨により校舎・体育館・運動場に被害を受ける。
  - 9月6日 - 復旧。
- 1969年（昭和44年）
  - 2月25日 - 校舎前水田を校地として買収。
  - 12月10日 - 学研賞受賞記念として槇の植樹を行う。
- 1971年（昭和46年）
  - 1月7日 - 前庭に植樹。
  - 11月9日 - 県中総体駅伝競技で優勝。
- 1975年（昭和50年）7月20日 - 運動場に夜間照明を設置。
- 1976年（昭和51年）7月24日 - 木造校舎を解体。残存校舎で授業を継続。
- 1977年（昭和52年）
  - 7月13日 - 新校舎が完成。
  - 12月 - 技術科実習棟が完成。
- 1978年（昭和53年）10月7日 - 運動場を改修。
- 1979年（昭和54年）8月30日 - 体育館を改修。
- 1988年（昭和63年）5月11日 - パソコン室を設置。
- 1989年（平成元年）9月2日 - 技術室プレハブが完成。
- 1992年（平成4年）
  - 10月22日 - 旧校舎（B棟）を改修。
  - 10月30日 - 給食室が完成。
- 1996年（平成8年）7月18日 - 南アフリカ共和国から音楽使節団が来校。
- 1997年（平成9年）3月15日 - 創立50周年を記念して佐々町より校旗が贈呈される。
- 1998年（平成10年）9月1日 - 心の教室相談員制度を開始。
- 1999年（平成11年）- スクールカウンセラーを配置。

## 周辺
- 佐々町役場
- 佐々町文化会館
- 佐々町 町民体育館・武道館

## 交通
最寄りの鉄道駅は、松浦鉄道西九州線の佐々駅である。
最寄りのバス停は、西肥自動車（西肥バス）の「佐々中央」または「佐々役場」バス停である。
近隣を通過する国道として、国道204号がある。

## 著名な出身者
- 大村早和（バスケットボール選手）
- 藤永佳子（陸上選手）
- 前川希帆（トランペット奏者）
- 山科颯太郎（野球選手）

## 参考資料
- 「佐々町郷土史」（1981年（昭和56年）10月15日発行, 佐々町）p.357
- 「佐々町郷土誌」（2004年（平成16年）7月1日発行, 佐々町教育委員会）